# Badiza rufosa
Badiza rufosa är en fjärilsart som beskrevs av Holloway 1976. Badiza rufosa ingår i släktet Badiza och familjen nattflyn. Inga underarter finns listade i Catalogue of Life.